# گوستاو دیسل
گوستاو دیسل (آلمانی: Gustav Diessl؛ ۳۰ دسامبر ۱۸۹۹ – ۲۰ مارس ۱۹۴۸) هنرپیشه اهل کشور اتریش بود.
از فیلم‌هایی که وی در آن نقش داشته است می‌توان به محاکمه، جعبه پاندورا و کمدین‌ها اشاره کرد.